# Zapasy na Igrzyskach Ameryki Środkowej i Karaibów 2010
Turniej w ramach Igrzysk w 2010 roku rozgrywanych w Mayagüez .

## Tabela medalowa
|    | Państwo    |    |    |    | Razem: |
| -- | ---------- | -- | -- | -- | ------ |
| 1. | Wenezuela  | 8  | 6  | 5  | 19     |
| 2. | Portoryko  | 5  | 1  | 6  | 12     |
| 3. | Kolumbia   | 4  | 4  | 2  | 10     |
| 4. | Meksyk     | 2  | 5  | 7  | 14     |
| 5. | Dominikana | 2  | 4  | 8  | 14     |
| 6. | Panama     | 0  | 1  | 1  | 2      |
| 7. | Salwador   | 0  | 0  | 6  | 6      |
| 8. | Honduras   | 0  | 0  | 2  | 2      |
|    | razem:     | 21 | 21 | 37 | 79     |

## Wyniki

### W stylu klasycznym
| Waga   | złoty              | srebrny               | brązowy            | brązowy              |
| ------ | ------------------ | --------------------- | ------------------ | -------------------- |
| 55 kg  | Jorge Cardozo      | Francisco Encarnación | Andrés G.Taborda   | Germán Díaz          |
| 60 kg  | Manuel López       | Luis Liendo           | Jansel Ramírez     | ----                 |
| 66 kg  | Ángelo Mota Brea   | Manuel Torres         | Jefrin Mejía       | Ulises Barragán      |
| 74 kg  | Juan Ángel Escobar | Hansel Mercedes       | Otoniel Pérez      | Alexander Brazón     |
| 84 kg  | Cristian Mosquera  | Eddy Bartolozzi       | José Arias Paredes | José Antonio Mendoza |
| 96 kg  | Erwin Caraballo    | Joel López            | Julio Gesurrún     | Randy Lambert        |
| 120 kg | Rafael Barreno     | Irving Herrera        | José Erazo         | Ramón García         |

### W stylu wolnym
| Waga   | złoty           | srebrny         | brązowy          | brązowy           |
| ------ | --------------- | --------------- | ---------------- | ----------------- |
| 55 kg  | Fredy Serrano   | Arturo Chávez   | Fernando Paredes | Manuel Ramírez    |
| 60 kg  | Gabriel García  | Nelson García   | Luis Portillo    | Franklin Gómez    |
| 66 kg  | Pedro Soto      | Edison Hurtado  | Elvis Fuentes    | Ángel Ramírez     |
| 74 kg  | Ricardo Roberty | Ysidro Alexis   | Eduardo Valencia | Rosalío Medrano   |
| 84 kg  | Jaime Espinal   | Jarlis Mosquera | Rodolfo Waithe   | José Díaz         |
| 96 kg  | Luis Vivenes    | Manuel Simonó   | William Serrano  | Israel José Silva |
| 120 kg | Yosvany Negret  | Jesse Ruíz      | Carlos Félix     | José Erazo        |

### W stylu wolnym kobiet
| Waga  | złoty              | srebrny           | brązowy           | brązowy            |
| ----- | ------------------ | ----------------- | ----------------- | ------------------ |
| 48 kg | Mayelis Caripá     | Carolina Castillo | Guadalupe Pérez   | Nesmaria Rodríguez |
| 51 kg | Agüis Rivas        | Enid Rivera       | Graciela Martínez | Carolina González  |
| 55 kg | Maria Sarmiento    | Alma Valencia     | Yirehliz Rivera   | ----               |
| 59 kg | Jackeline Rentería | Ana González      | Wendy García      | Yuri Mata          |
| 63 kg | Sandra Roa         | Diana Miranda     | Gloria Zabala     | ----               |
| 67 kg | Yanira Morales     | Yoselin Rojas     | Elsa Sánchez      | ----               |
| 72 kg | Dayanara Rivera    | Jaramit Weffer    | Gloria Moreno     | ----               |